# Nick Zinner
Nicholas Joseph Zinner, más conocido como Nick Zinner (Nueva York, Estados Unidos, 8 de diciembre de 1982), es el guitarrista de la banda estadounidense de indie rock Yeah Yeah Yeahs. Conocido instintivamente por su apariencia pálida, cabello despeinado y físico delgado.

## Biografía
Fue también miembro de la banda de hardcore punk Head Wound City, con miembros de The Locust. 
Zinner produjo el remix de la canción "Compliments" del grupo post-art Bloc Party de su álbum del año 2005 Silent Alarm Remixed. Zinner también hizo un remix de la pista del grupo Single Frame, "People are Germs" y además apareció en el video de dicha canción.
Zinner también es fotógrafo; estudió fotografía en Bard College y ha publicado tres obras con su trabajo: No Seats On the Party Car (2001), Slept in Beds (2003), y I Hope You Are All Happy Now (2004). Nick es vegetariano y está involucrado con el grupo defensor de los derechos de los animales, PETA. Tiene tatuajes en diferentes lugares de su cuerpo, incluyendo una estrella en su brazo, un escrito que dice "nig jig" en su pierna, y un corazón en su dedo. Zinner creció escuchando bandas de metal y cita como sus influencia a Mötley Crüe y a Glenn Danzig como su mayor inspiración e influencia.
También ha colaborado con la guitarra en el álbum de Scarlett Johansson Anywhere I lay my head, publicado en el año 2008.